# Mateja Nenadović
Mateja Nenadović (cyr. Матеја Ненадовић) (ur. 26 lutego 1777 w Brankovinie, zm. 11 grudnia 1854 w Valjevo) – serbski polityk, duchowny prawosławny, arcybiskup (Prota) Valjeva. Pierwszy premier rządu serbskiego podczas powstania przeciwko Turcji od 27 sierpnia 1805 do stycznia 1807.